# Hylteleden
Hylteleden is een lusvormige regionale langeafstandsfietsroute in Zweden. De route start en eindigt in Halmstad. De route is vernoemd naar de regio rond Hylte waar ze heen voert. Het traject is bewegwijzerd in twee richtingen met de naam en het nummer 100 en is als regionale route onderdeel van de nationale fietsroutes van Zweden. 

## Traject
De route start en eindigt in Halmstad. Hier kan worden aangesloten op de landelijke route Kattegattleden en de EuroVelo EV7 Route van de Zon. Ook kan worden aangesloten op de EuroVelo EV12 Noordzeeroute langs het Kattegat of via veerboot naar Denemarken. In Denemarken kan dan ook worden aangesloten op de N5 - Oostkustroute, één van de nationale fietsroutes van Denemarken.
De route loopt door het landschap Halland. Meer noordwaarts wordt dit Småland waarbij de route langs meren, bossen en heuvels voert. Na Hyltebruk wordt het weer Halland. Uiteindelijk eindigt de route weer aan het Kattegat in Halmstad.

## Aansluitingen met Europese routes
- In Halmstad kan worden aangesloten op de EuroVelo EV7 Route van de Zon.
- In Halmstad kan worden aangesloten op de EuroVelo EV12 Noordzeeroute.

## Aansluitingen met andere routes
- In Halmstad kan worden aangesloten op de landelijke route Kattegattleden.
- In Halmstad kan via veerboot worden overgestoken naar Denemarken en kan de N5 - Oostkustroute worden opgepakt, één van de nationale fietsroutes van Denemarken.